# Bulbophyllum matitanense
Bulbophyllum matitanense là một loài phong lan thuộc chi Bulbophyllum.